# Hypnaceae
Hypnaceae, velika biljna porodica iz reda Hypnales koja je dobila ime po rodu Hypnum. Postoji preko 900 proznatih vrsta

## Rodovi
1. Andoa Ochyra
2. Austrohondaella Z. Iwats., H.P. Ramsay & Fife
3. Breidleria Loeske
4. Bryocrumia L.E. Anderson
5. Bryosedgwickia Cardot & Dixon
6. Buckiella Ireland
7. Callicladium H.A. Crum
8. Calliergonella Loeske
9. Calohypnum Sakurai
10. Campylophyllum (Schimp.) M. Fleisch.
11. Caribaeohypnum Ando & Higuchi
12. Chryso-hypnum Hampe
13. Crepidophyllum Herzog
14. Ctenidiadelphus M. Fleisch.
15. Ctenidium (Schimp.) Mitt.
16. Cyathothecium Dixon
17. Dacryophyllum Ireland
18. Dimorphella (Müll. Hal.) Renauld & Cardot
19. Drepanium (Schimp.) C.E.O. Jensen
20. Ectropotheciella M. Fleisch.
21. Ectropotheciopsis (Broth.) M. Fleisch.
22. Ectropothecium Mitt.
23. Elmeriobryum Broth.
24. Entodontella Broth. ex M. Fleisch.
25. Eurohypnum Ando
26. Filibryum W. Kim & T. Yamag.
27. Giraldiella Müll. Hal.
28. Glossadelphus M. Fleisch.
29. Gollania Broth.
30. Herzogiella Broth.
31. Homomallium (Schimp.) Loeske
32. Hondaella Dixon & Sakurai
33. Hyocomiella (Müll. Hal.) Kindb.
34. Hyocomium Schimp.
35. Hypnum Hedw.
36. Irelandia W.R. Buck
37. Isopterygium Mitt.
38. Isotheciopsis Broth.
39. Karstia B.H. Allen
40. Leiodontium Broth.
41. Macrothamniella M. Fleisch.
42. Microctenidium M. Fleisch.
43. Mittenothamnium Henn.
44. Neoptychophyllum S. He
45. Orthotheciadelphus Dixon
46. Orthothecium Schimp.
47. Phyllodon Schimp.
48. Platygyriella Cardot
49. Platygyrium Schimp.
50. Podperaea Z. Iwats. & Glime
51. Pseudostereodon (Broth.) M. Fleisch.
52. Pseudotaxiphyllum Z. Iwats.
53. Ptilium De Not.
54. Puiggariopsis M. Menzel
55. Pylaisia Schimp.
56. Pylaisiadelpha Cardot
57. Pylaisiella Kindb. ex Grout
58. Rhacopilopsis Renauld & Cardot
59. Rhizohypnella M. Fleisch.
60. Sharpiella Z. Iwats.
61. Stenotheciopsis M. Fleisch.
62. Stereodon (Brid.) Rchb.
63. Stereodontopsis R.S. Williams
64. Stereohypnum (Hampe) M. Fleisch.
65. Syringothecium Mitt.
66. Taxicaulis (Müll. Hal.) Müll. Hal.
67. Taxiphyllopsis Higuchi & Deguchi
68. Taxiphyllum M. Fleisch.
69. Trachythecium M. Fleisch.
70. Tutigaea Ando
71. Vesicularia (Müll. Hal.) Müll. Hal.